# Arremon phaeopleurus
Arremon phaeopleurus là một loài chim trong họ Emberizidae.